# Protéine d'échafaudage
Les protéines d'échafaudage sont des protéines qui participent à la transduction de signaux entre cellules en régulant 
l’activation des cascades moléculaires impliqués dans la transmission du signal.